# 白馬戶外媒體
白馬戶外媒體有限公司，簡稱白馬戶外媒體（英語：Clear Media Limited，港交所除牌前：0100），在1986年由韓子勁、韓紫靛創立一家位於廣州戶外廣告媒體公司。
主要業務標準公共汽車候車亭戶外廣告網，總部位於香港銅鑼灣希慎道10號新寧大廈16樓。股份自2001年12月19日在香港交易所主板上市。

## 連結
- clear-media.net （页面存档备份，存于）